# Калинин, Виктор Валерианович
Виктор Валерианович Калинин (29 октября 1906, Харьков — 2003) — советский архитектор.

## Биография

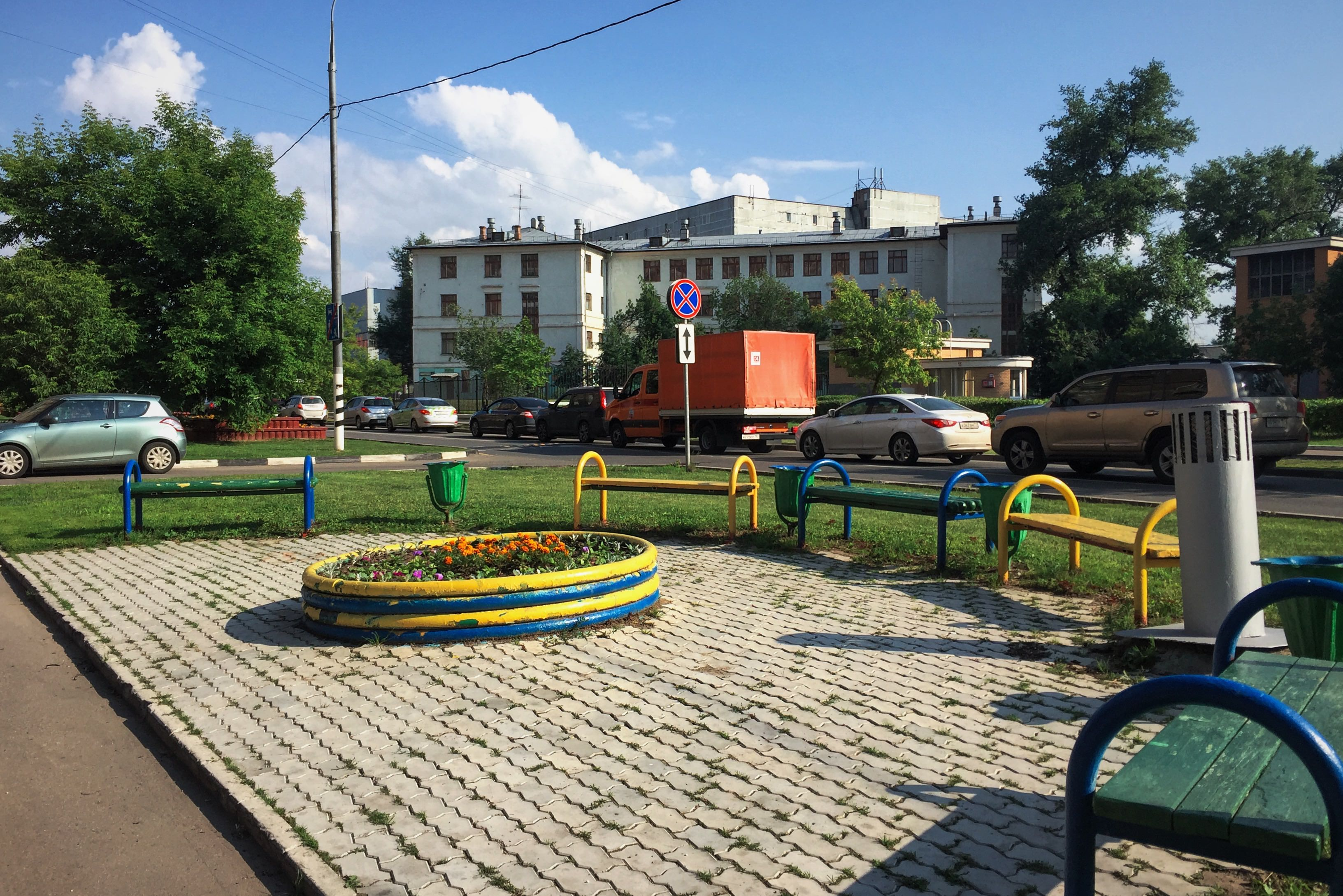
Типовое здание школы. Танковый проезд, 6

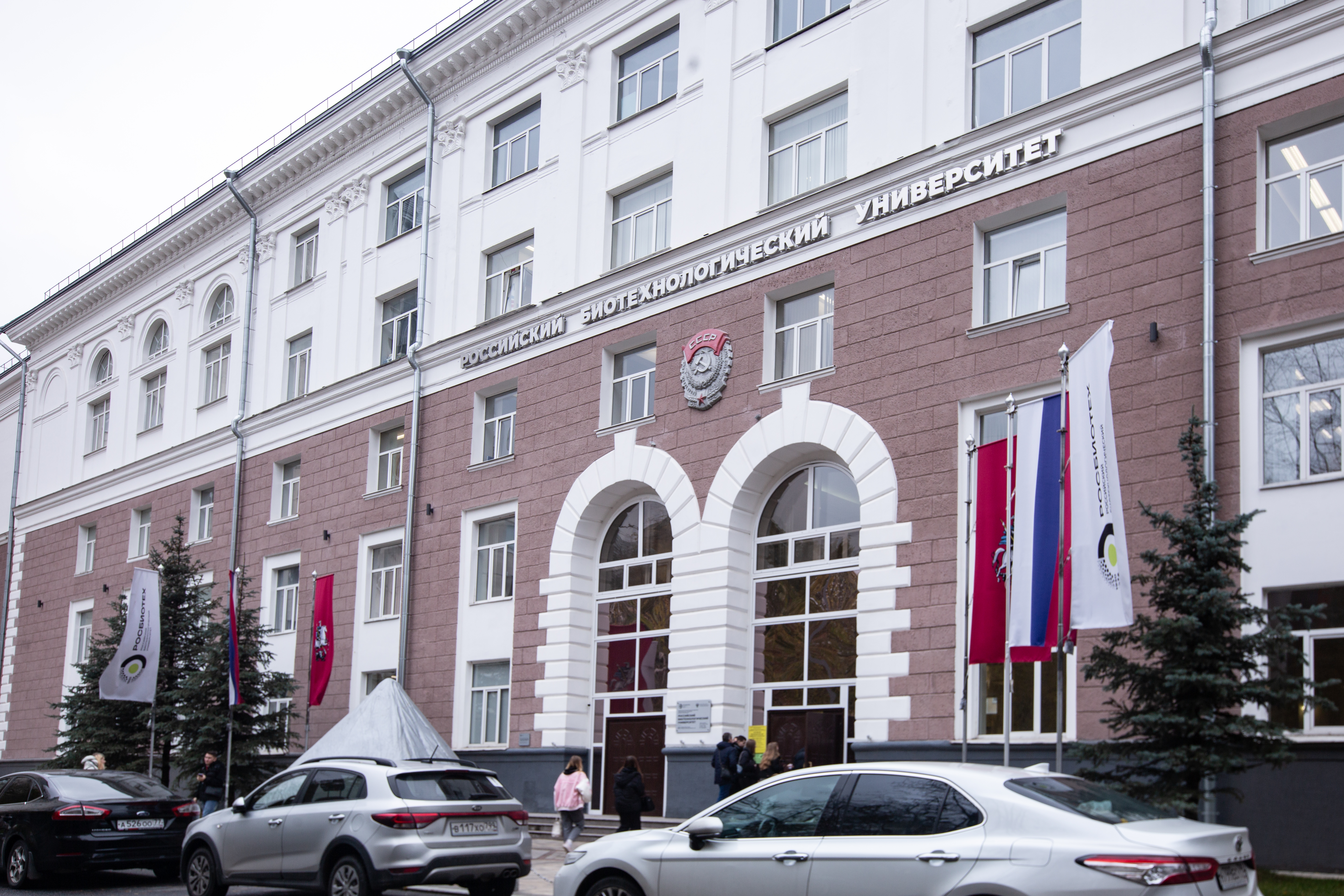
РОСБИОТЕХ

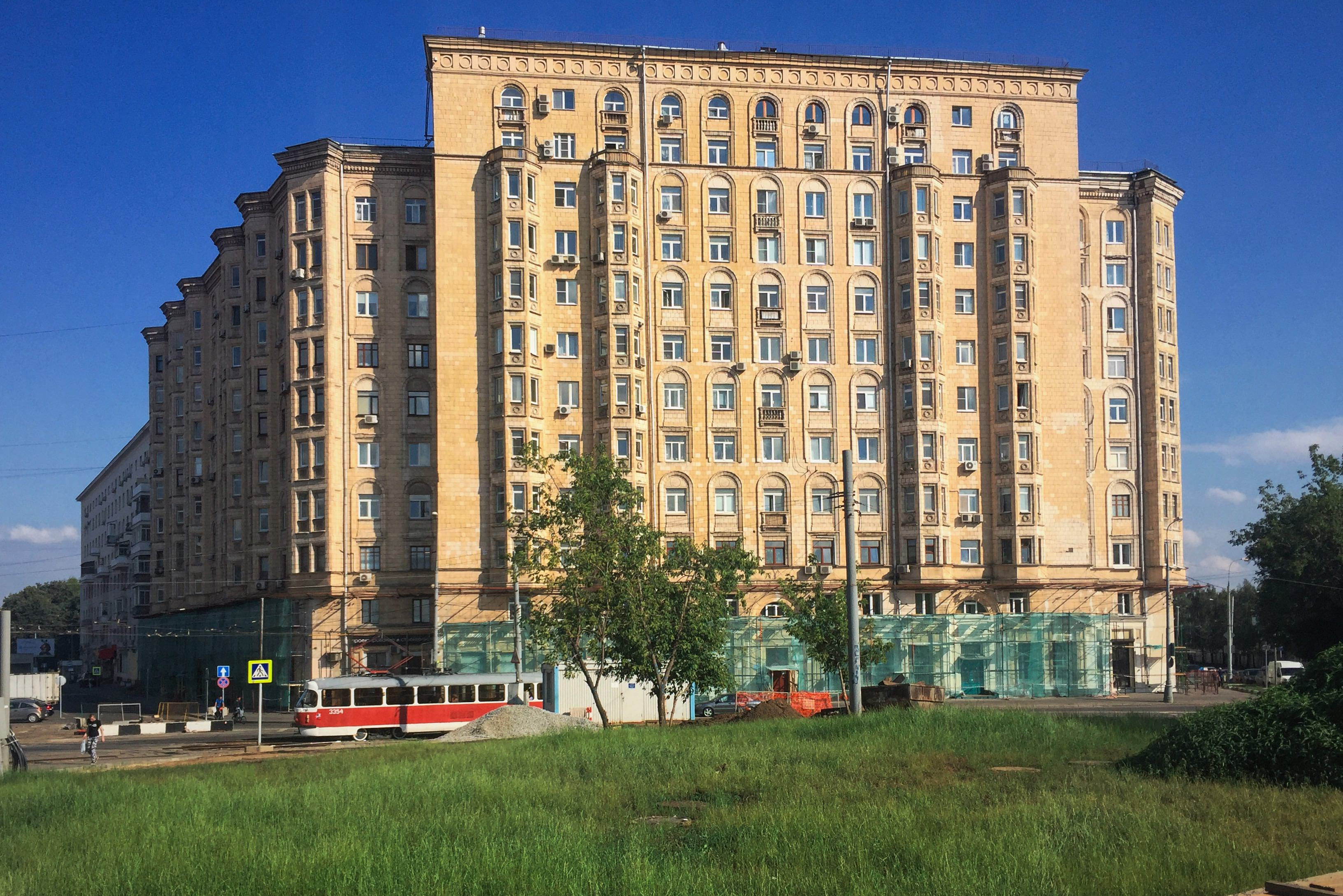
Жилой дом на Волоколамском шоссе

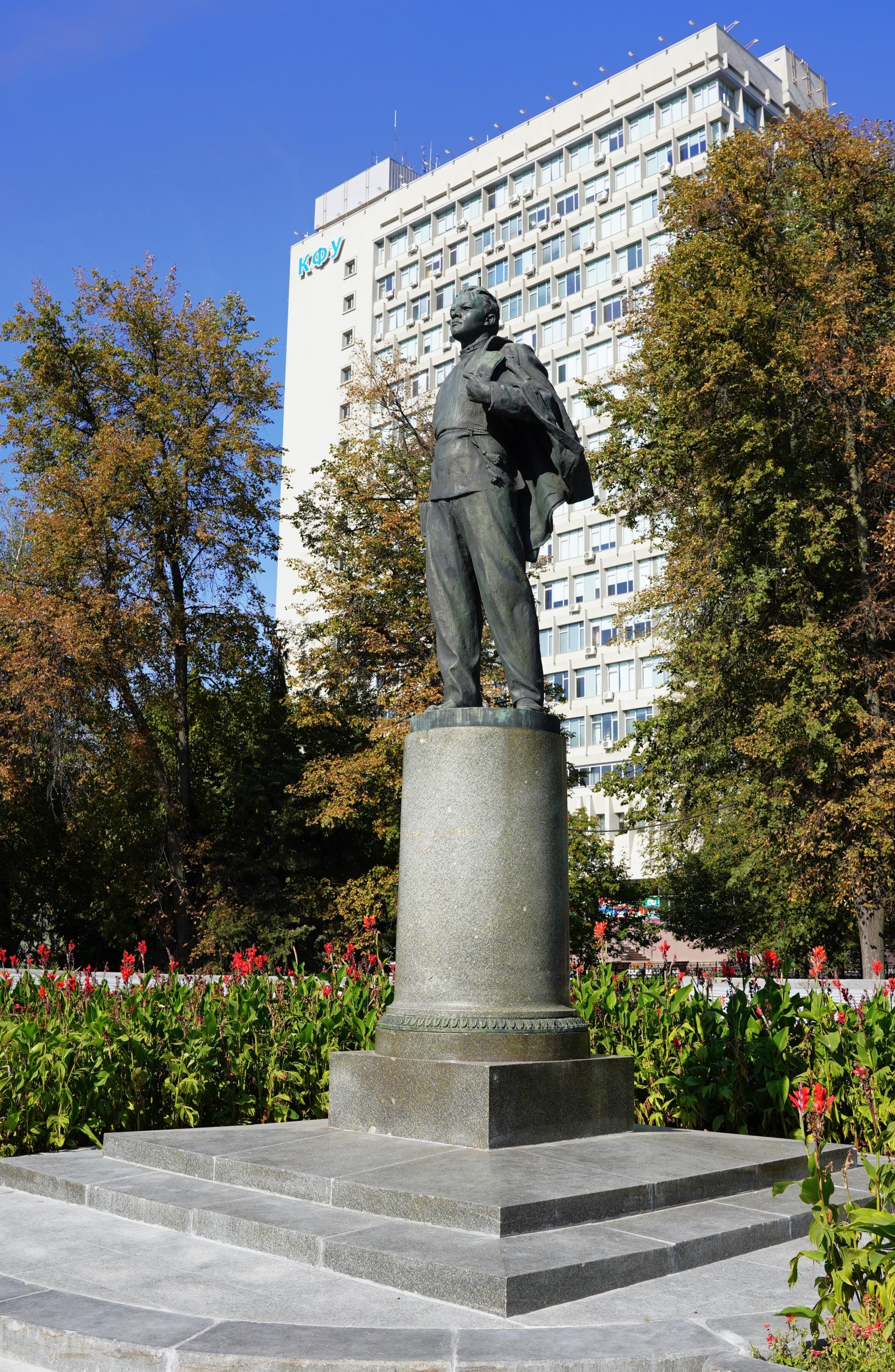
Памятник студенту Володе Ульянову в Казани

Родился 29 октября 1906 года в Харькове в семье действительного статского советника Калинина Валериана Гавриловича и дочери есаула Оренбургского казачьего войска Дыбайловой Александры Яковлевны. Дворянин. Поступил в московский ВХУТЕМАС, позднее преобразованный во ВХУТЕИН. Учился у А. А. Веснина. Его однокурсниками были Ю. Ю. Савицкий, П. А. Александров, Е. Л. Иохелес, П. П. Ревякин, К. Г. Зайцев и Л. Н. Павлов, ставшие впоследствии известными архитекторами. В 1930 году окончил ВХУТЕИН со званием архитектора-художника.
Начал трудовую деятельность в 1926 году чертёжником в институте сельского хозяйства и мелиорации при Академии сельскохозяйственных наук. В 1930 году совместно с архитектором Л. Н. Павловым в качестве театрального художника по конкурсу осуществил постановку спектакля «Выстрел» в театре Мейерхольда. Вместе с П. А. Александровым и Л. Н. Павловым участвовал в конкурсе проектов Дворца Советов в Москве. В 1932 году под руководством инженера Г. Б. Красина работал над проектом Дворца Советов. С 1933 года работал в мастерской № 6 Моссовета, где под руководством Н. Д. Колли участвовал в проектировании Центрального стадиона в Измайлове. В том же году стал членом Союза архитекторов СССР.
Н. Д. Колли представил молодого архитектора академику И. В. Жолтовскому. Калинин вспоминал о своих встречах с Жолтовским:
Беседы проходили в доме Жолтовского недалеко от консерватории в огромной комнате с портретом Палладио. На столе всегда лежали старинные фолианты. Только поздним вечером мастер выходил к многочисленным почитателям его таланта, которые с благоговением внимали каждому его слову, следили за движением его карандаша. Разговоры о классике кончались далеко за полночь.
Тем не менее, В. В. Калинин оставался приверженцем конструктивизма. В 1936 году он поступил в мастерскую М. Я. Гинзбурга, где подружился с И. И. Леонидовым. Под руководством М. Я. Гинзбурга совместно с И. И. Леонидовым и Л. С. Богдановым были выполнены интерьеры Дома пионеров в Калинине (ныне Тверь). В 1936—1938 годах под руководством М. Я. Гинзбурга выполнил проект санатория в Гагре, строительство которого не было осуществлено из-за войны. В Москве по проектам В. В. Калинина были построены 8 общеобразовательных школ и здание Института хлебопекарной промышленности на Волоколамском шоссе (ныне РОСБИОТЕХ). Он неоднократно встречался со знаменитым французским архитектором Ле Корбюзье, приезжавшим в Москву на строительство дома Центросоюза.
В 1938 году В. В. Калинин был репрессирован по статье 58 пункт 2. Работал в управлении Совжелдорстрой в Кижи-Погосте Коми АССР. В 1943 году был реабилитирован и отправлен на фронта Великой Отечественной войны. Встретил победу в Берлине.
В 1946 года работал в Москве автором-архитектором в техническом бюро Академии архитектуры СССР в мастерской Н. Д. Колли. Занимался восстановлением разрушенного войной Сталинграда (ныне Волгоград), для которого выполнил проект Дома Советов и здания горкома партии. Параллельно преподавал на кафедре Проектирования жилых и общественных зданий Московского архитектурного института. С 1948 года работал в Моспроекте в мастерской И. И. Ловейко, а затем в мастерской Н. Д. Колли, где продолжил работу над проектом Центрального стадиона. Выполнил проект здания Верховного суда на Фрунзенской набережной (совместно с Н. Я. Колли и И. Н. Кастелем; проект не реализован).
В начале 1950-х годов разработал и осуществил проект застройки Щербаковской улицы, выстроил жилой дом на Волоколамском шоссе и жилой дом у платформы Новая Казанского направления Московской железной дороги. Участвовал в планировке и застройке Северного Измайлова.
С 1958 года работал в Научно-исследовательском институте экспериментального проектирования. С 1962 по 1969 год работал в Зеленограде. Разработал проект застройки трёх микрорайонов города, выполнил проекты жилого дома на площади Юности и спортивного центра.
С 1970 года работал главным архитектором проекта в мастерской № 7 управления «Моспроект-1». Там он занимался масштабными градостроительными работами. Выполнил проект застройки 109-го и 110-го микрорайонов Бутырского хутора, в котором он решил проблему рационального использования территории и организовал естественную шумозащиту от железной дороги посредством строительства гаражей и объектов культурно-бытового назначения. Он также выполнил проект застройки Отрадного, конкурсные проекты по перспективному развитию центра Москвы, проект Северной планировочной зоны и её центра (1-я премия), международный конкурсный проект Центра Помпиду в Париже и другие.
Активно сотрудничал со скульпторами Л. Е. Кербелем, В. Е. Цигалём, М. П. Олениным, Н. Н. Клиндуховым. Выполнил архитектурное оформление ряда памятников, среди которых конкурсный проект памятника писателю М. Е. Салтыкову-Щедрину для Москвы (не осуществлённый, 1-я премия конкурса), памятник В. И. Ленину в Казани (осуществлённый, 1954, совместно с В. Е. Цигалём), памятник юным героям-партизанам в селе Осташёво Московской области (осуществлённый, 1972, совместно с Д. В. Калининым), ряд памятников дважды Героям Советского Союза. Он был автором памятников и надгробий деятелям культуры: Н. А. Островскому, И. А. Голосову, И. И. Анисимову и другим.
В 1980 году вышел на пенсию, но продолжал работать. Читал курс синтеза искусств в Строгановском училище.
В 1930-х — 1940-х годах жил в Москве по адресу: Мамоновский переулок, дом 6, квартира 18. С 1950-х годов жил в построенном по его проекту доме 23/25 по Волоколамскому шоссе (современный адрес: улица Панфилова, 22/15).
Умер в 2003 году.
Воспоминания В. В. Калинина были записаны С. О. Хан-Магомедовым.

## Осуществлённые проекты
Здания
- Институт хлебопекарной промышленности, ныне РОСБИОТЕХ (вторая половина 1930-х; Волоколамское шоссе, 11)[3]
- Жилой дом завода «Фрезер» (1951—1956; шоссе Энтузиастов, 26; совместно с архитектором В. П. Сергеевым и инженером И. А. Авдеем)[10]
- 12-этажный жилой дом (первая половина 1950-х; изначально значился по адресу Волоколамское шоссе 23/25, ныне улица Панфилова, 22/15)[3][11]
- 12-этажный жилой дом Министерства сельскохозяйственного машиностроения (первая половина 1950-х; Щербаковская улица, 44А; совместно с архитектором К. Г. Стериони и инженером Л. Б. Шойхетом)[12][3]
- 12-этажный жилой дом Министерства судостроительной промышленности (1959; Щербаковская улица, 26; совместно с архитектором В. П. Сергеевым при участии Г. Л. Юденицкого)[12]
- 12-этажный жилой дом (1960; Щербаковская улица, 16; совместно с архитектором В. П. Сергеевым при участии Г. Л. Юденицкого)[12]

Памятники
- Памятник студенту Володе Ульянову в Казани (1954; скульптор В. Е. Цигаль)
- Памятник Н. А. Токареву в Евпатории (1957; скульптор В. Е. Цигаль)[13]
- Памятник «Юным героям-партизанам, погибшим в боях под Москвой в 1941—1942 годах» в селе Осташёво Московской области (1972; скульптор Д. В. Калинин)[14]
- Памятник Александру Мясникову в Москве (1973; скульптор М. П. Оленин)

## Награды
- Орден Отечественной войны II степени (1985)[15]

## Семья
- Братья:
  - Калинин Василий Валерианович (1893—1975) — архитектор;
    - сын — Калинин Валериан Васильевич (1928—1987) — актёр. В 1950 году окончил Высшее театральное училище им. Щукина (курс Е. Г. Алексеевой и Л. М. Шихматова), актёр Центрального академического театра Советской Армии.

  - Калинин Арсений Валерианович (1895—1918) — студент Сельскохозяйственного техникума в Санкт-Петербурге;
  - Калинина (Юрьева) Людмила Валериановна (1897—1931);
  - Калинин Александр Валерианович (1900—?) офицер царской армии, эмигрировал в Париж;
  - Калинин Георгий Валерианович (1902—?) офицер царской армии, после революции работал сметчиком;
  - Калинин Михаил Валерианович (1904—1918), гимназист московской гимназии имени С. И. Ростовцева.
- Жены:
  - Калинина (Смирнова) Надежда Дмитриевна (1908—1998) — детская писательница;
  - Туруновская Ирина Михайловна (1923—2003) — архитектор.
- Дети:
  - Калинин (Смирнов) Кирилл Викторович (1927—1978) — капитан 1-го ранга (приёмный);
  - Калинин Андрей Викторович (1934—2019) — полковник, доктор медицинских наук, профессор;
  - Калинин Дмитрий Викторович (род. 1938) — скульптор, член союза художников, автор монументов, установленных в Москве и других городах России;
  - Калинин Александр Викторович (род. 1946) — кандидат химических наук, действительный государственный советник 3-го класса; руководитель аппарата Комитета Государственной Думы по образованию и науке с 2005 по 2011 год;
  - Туруновская Наталья Викторовна (род. 1959) — член союза художников, художник.